# الانطباعية (أدب)
الانطباعية مدرسة أدبية فنية، ظهرت في النصف الثاني من القرن التاسع عشر في فرنسا، ترى في الإحساس والانطباع الشخصي الأساس في التعبير الفني والأدبي، لا المفهوم العقلاني للأمور. ويرجع ذلك إلى أن أي عمل فني لا بد من أن يمر بنفس الفنان أولاً، وعملية المرور هذه هي التي توحي بالانطباع أو التأثير الذي يدفع الفنان إلى التعبير عنه، فالانطباعية من هذه الوجهة هي محاولة للتعبير عن الأحاسيس الفورية للعالم والأحداث.
وكان (إدمون دو جونكور وأخوه جوليه) وهما كاتبان فرنسيان من القرن التاسع عشرالميلادي أول أهم الكتَّاب الانطباعيين. واستخدم الأمريكي (جون دوس باسوس) بعض رؤوس الموضوعات والأغاني والإعلانات في مقطوعات انطباعية تُبرز روح القرن العشرين.
بدأت الانطباعية في فرنسا، ثم انتشرت في أوروبا. وهي اتجاه يدخل في جميع المدارس الأدبية، فالانطباع عنصر أولي في أي عمل فني، ولكنه ليس كل شيء، ولذلك اندثرت عندما اقتصرت على فكرة أن الانطباع هو الهدف الوحيد والمادة الخام التي يتشكل منها أي عمل فني.
أُطْلِقَتْ الانطباعيةُ في البداية على مدرسةٍ في التصوير ترى أن الفنان يجب أن يعبر في تجرد وبساطة عن الانطباع الذي ارتسم فيه حسيّاً، بصرف النظر عن كل المعايير العلمية، فالمهم هو الانطباع الذي يضفيه الضوء مثلاً على الموضوع لا الموضوع نفسه.
ومن أهم شخصياتها الأديب الفرنسي (أناتول فرانس) (1844 – 1924م)، وهو يعد رائد الانطباعية في الأدب، بعد أن انتقل المصطلح من الرسم إلى الأدب، ويرى هذا الأديب أن قيمة أي عمل أدبي تكمن في نوعية الانطباعات التي يتركها في نفس القارئ وهذا الانطباع هو الدليل الوحيد على الوجود الحي للعمل الأدبي.
ومن أعلام الانطباعية أيضاً (إنطونان بروست) ويعد من أبرع من جَسَّدَ الانطباعية الأدبية فهو حين يصف مشهداً أو ينقل أحاسيسه إزاء مشهد، تتجسد أمامنا لوحة انطباعية.
ومن الأفكار التي آمنت بها الانطباعية وروجت لها: أن الفنان يحس أو يتأثر أولاً، ثم ينقل هذا الانطباع أو التأثير عن طريق التعبير، ولا يهتم بالمعايير المتبعة في النقد الأدبي. وطالما أن قيمة أي عمل أدبي تكمن في نوعية الانطباعات التي يتركها في نفس القارئ، فإن على الأديب أن يضع هذه الحقيقة نصب عينيه، لأن الانطباع هو الدليل الوحيد على الوجود الحي للعمل الأدبي.
والانطباعية تقول: (أنا أحس إذاً أنا موجود) في مقابل العقلانية التي تقول على لسان ديكارت: (أنا أفكر إذاً أنا موجود). ويرى الانطباعيون أن كل معرفة لم يسبقها إحساس بها فهي لا تجدي، كما أن المضمون هو المهم لا الشكل الفني عند الأديب الانطباعي في نقل انطباعه الذاتي للآخرين، والعالم الخارجي مجرد تجربة خاصة وأحاسيس شخصية وليس واقعاً موضوعيّاً موجوداً بشكل مستقل عن حواس الفرد.
من النقد الذي وُجه للانطباعيين أنهم جروا وراء التسجيل الحرفي للانطباع ونسوا القيمة الجمالية التي تحتم وجود الشكل الفني في العمل الأدبي. وأن أدب الاعترافات والخطابات الأدبية الذين أدت إليهما الانطباعية، حين يعبر فيهما الأدباء عن مكنونات صدورهم، تحولا إلى مجرد مرآة لحياة الأديب الداخلية، أي أن هؤلاء ينظرون إلى الأدب على أنه مجرد ترجمة ذاتية أو سيرة شخصية للأديب. وهكذا فقد أصبح النقد الأدبي والتذوق الفني مجرد تعبير عن الانفعالات الشخصية والأحاسيس الذاتية التي يثيرها العمل الأدبي في الناقد.
إن العالم الحديث وما يتضمنه من أنانية فردية، وذاتية غير أخلاقية هو الذي أفرز مذهب الانطباعية حين فرض على الفرد العزلة، فأصبحت أفكاره تدور حول ذاته، وليس العالم عنده سوى مجموعة من المؤثرات الحسية العصبية، والانطباعات والأحوال النفسية، ولا يهمه الاهتمام بالعالم وإصلاحه أو تغييره إلى الأفضل.
لا تعبأ الانطباعية بإصلاح أحوال الناس أو تغيير العالم إلى الأفضل. ومن هنا كانت الثغرات الأخلاقية والاجتماعية في هذا المذهب الأدبي ذات أثر كبير على كل من يطلع على نتاجه دون أن يكون ملماً سلفاً بفكرته تلك، فالفنان الانطباعي غير ملتزم إلا بالرؤية الحسية وتصوير ما انطبع على حواسه حتى لو لم يره الآخرون، وحتى لو عارضت انطباعاته القيم السامية وأدت من ثم للإضرار بالناس.